# Victor Kobler
Victor Kobler (* 6. Februar 1859 in Gams; † 8. Januar 1937 in Zürich) war ein Schweizer Erfinder.

## Leben
Kobler wuchs in einfachen Verhältnissen auf, er besuchte eine Volksschule. Ab 1875 arbeitete er in verschiedenen Stickereifirmen und eignete sich autodidaktisch Kenntnisse in Technik und Physik an und wurde neben seiner Arbeit auch als Erfinder tätig. 1889 heiratete er Babette Staudner, mit der er drei Söhne hatte. 1891 machte er sich als Erfinder selbständig. 1901 baute sich Kobler die Villa Wichenstain in Rorschach, welche der Höhlenburg Wichenstein nachempfunden wurde. In der Villa Wichenstain betrieb Kobler ein Konstruktionsbüro und unterhielt eine kleine Werkstatt, unter anderem eine fussgetriebene Werkbank, die heute immer noch erhalten ist. 1915 zogen die Koblers nach Zürich, wo Victor zusammen mit seinen Söhnen 1920 die Firma Kobler & Co. für Büroausrüstung gründete, die bis 1986 bestand. 1934 erschien seine Autobiographie Mein Leben und meine Erfindungen.
Victor Kobler war Inhaber von ca. 80 Patenten, wie z. B. für die automatische Einfädelmaschine, einen heute noch aktuellen Konzepthalter für die Schreibmaschine und eine Schiffchenstickmaschine mit Längsantrieb.

## Publizierte Werke
- Victor Kobler-Stauder: Mein Leben und meine Erfindungen. Zürich 1934.